# Gary Mason
Gary Mason (Edimburgo, 15 ottobre 1979) è un ex calciatore scozzese, di ruolo centrocampista.

## Caratteristiche tecniche
Mediano, poteva giocare come interno di centrocampo o come terzino destro.

## Carriera

### Club
Ha giocato nella prima divisione scozzese e nella seconda divisione inglese.

### Nazionale
Ha giocato nella nazionale scozzese Under-21.